# Franz Anton von Scheidel
Pour les articles homonymes, voir Scheidel (patronyme).
Franz Anton von Scheidel est un artiste allemand né en 1731 et mort en 1801. Ses illustrations botaniques pour l'ouvrage de Nikolaus Joseph von Jacquin (1727-1817), Hortus botanicus Vindobonensis, sont fort renommées.